# One (manhwa)
One är en manhwa av Lee Vin som skapats från 1998 och framåt. Sedan 2006 publiceras en översättning på svenska av Helen Larsson. Fram till oktober 2007 hade 11 volymer producerats varav 9 översatts till svenska.

## Handling
17-åriga Jenny You är Koreas senaste stjärnskott och hon lever ett liv som andra bara skulle drömma om. Men innerst inne hatar hon rollen som pop-prinsessa.
På ytan har Jenny ingenting gemensamt med sin klasskompis Eumpa Won. Han är kär i en helt vanlig tjej och vet ingenting om popmusik. Men en dag avslöjas en väl bevarad hemlighet som får Jenny att slå upp ögonen för pojken.